# كارلوس إيبانيز
كارلوس إيبانيز (بالإسبانية: Carlos Ibáñez)‏ هو لاعب كرة قدم تشيلي، ولد في 30 نوفمبر 1931 في تشيلي. شارك مع منتخب تشيلي لكرة القدم. أما مع النوادي، فقد لعب مع ديبورتيس ماجالانز.

## وصلات خارجية
- كارلوس إيبانيز على موقع الاتحاد الدولي (مؤرشف)  (الإنجليزية)
- كارلوس إيبانيز على موقع قاعدة بيانات كرة القدم.إي يو (الإنجليزية)
- كارلوس إيبانيز على موقع ناشيونال فوتبول تيمز (الإنجليزية)
- كارلوس إيبانيز على موقع Soccerway.com (الإنجليزية)
- كارلوس إيبانيز على موقع عالم كرة القدم.نت (الإنجليزية)